# Lola, la película
Lola, la película és una pel·lícula espanyola de 2007 dirigida per Miguel Hermoso que narra la vida de l'artista Lola Flores (La Faraona). Fou estrenada el 16 de març de 2007 inaugurant el Festival de Màlaga.

## Argument
Lola Flores és una nena de vuit anys que viu a Jerez amb la seva família. Ja a aquesta edat es veu impactada pel ball flamenc d'una barriada gitana. Corre l'any 1935 i la jove Lola pren la determinació d'esforçar-se al màxim per a ser una gran ballarina. Malgrat els anys de guerra i la repressió franquista, la jove Lola creix al ritme dels balls i assajos interminables que ella mateixa força fins a l'esgotament. Amb 13 anys, Lola té la seva primera oportunitat d'actuar en públic de la mà de Manolo Caracol. Lola actua en el teatre Variedades de Jerez interpretant la cançó de Soy de Jerez, amb gran èxit de públic. Són els primers passos d'una Lola que creix de pressa i amb 19 anys recorre els pobles del sud formant part d'espectacles itinerants. Són començaments durs que de seguida tenen el seu recompensa quan Lola és triada per a formar part d'una pel·lícula a Madrid. Després de viure aquesta experiència a la qual l'acompanya la seva mare Rosario, la família Flores decideix traslladar-se a la capital per a donar suport a la carrera de la seva talentosa filla. Madrid es presenta al principi més hostil del que Lola s'imaginava i després de diverses actuacions de poca importància al nord d'Espanya, aconsegueix muntar la seva pròpia companyia amb l'ajuda d'un antiquari interessat per ella. És aquesta companyia formarà parella artística i sentimental amb Manolo Caracol, el mateix que li va donar la seva primera oportunitat a un escenari. A partir d'aquest moment tots són èxits en la vida de Lola Flores, que amb l'estrena del seu espectacle Zambra arribarà a les oïdes de tot Espanya. Després arribarien les pel·lícules, els viatges etc. però hi ha alguna cosa que a Lola li obsessiona: formar una família. Aquest desig de ser mare i sortir de la vida d'inestabilitat emocional que suposa l'espectacle, la portaran a viure diverses relacions a la recerca del veritable amor que finalment trobarà en Antonio González, "El Pescaílla".

## Repartiment
- Gala Évora.... Lola Flores
- Ana Fernández.... Rosario Flores
- José Luis García Pérez.... Manolo Caracol
- Carlos Hipólito.... Adolfo Arenzana
- Antonio Morales.... Perico González
- David Arnáiz.... Carlitos
- Alfonso Begara.... Antonio González "El Pescaílla"
- Ramón Villegas.... Biosca
- Kiti Mánver.... Mari Blanca
- Àlex Adrover
- Fernando Albizu
- Jordi Ballester
- Antonio Bellido
- Ana Burrell
- Idilio Cardoso.... Nicolás
- José Manuel Cervino.... Heredia
- Álvaro Morte.... Rafael Torres
- Marcos García Casalderrey
- Gerardo Giacinti.... Ramón Torrado
- Mercedes Hoyos.... Tata Dolores
- José Navar
- Daniel Núñez.... Tío Pepe
- Jesús Olmedo.... Teniente
- Manolo Solo.... Joaquín Romero

## Crítiques
La seva estrena al Festival de Màlaga no va estar exempta de polèmica. Lolita Flores i Rosario Flores marxaren a la meitat de la pel·lícula, mostraren el seu disgust amb el guió i se'n desvincularen. La protagonista, Gala Évora, era membre del grup Papá Levante i va conèixer Lola Flores quan era petita.

## Nominacions
- Premi revelació del CEC: Gala Évora.[6]
- XXII Premis Goya[7]
  - Millor actriu revelació (Gala Évora)
  - Millor vestuari (Sonia Grande)